# Beugnon
Beugnon is een gemeente in het Franse departement Yonne (regio Bourgogne-Franche-Comté) en telt 330 inwoners (1999). De plaats maakt deel uit van het arrondissement Avallon.

## Geografie
De oppervlakte van Beugnon bedraagt 7,7 km², de bevolkingsdichtheid is 42,9 inwoners per km².
De onderstaande kaart toont de ligging van Beugnon met de belangrijkste infrastructuur en aangrenzende gemeenten.

## Demografie
Onderstaande figuur toont het verloop van het inwonertal (bron: INSEE-tellingen).
1. ↑  Populations de référence 2022.